# Spähpanzer SP. 1 C
Spähpanzer 1 C (с нем. танк наблюдения), также Canon antichar de reconnaissance (с фр. разведывательный истребитель танков) — опытный французско—немецкий лёгкий истребитель танков, разрабатывавшийся в 1956–1962 гг. фирмами Hotchkiss-Brandt и Klockner-Humboldt-Deutz на базе бронетранспортёра Schützenpanzer SPz 11-2 Kurz. Серийно не производился.

## История
История танка начинается в 1956 году, когда вооружённые силы Германии и Франции нуждались в лёгкой машине для поддержки разведывательных подразделений, способной бороться с тяжелобронированной техникой противника. Началась разработка нового лёгкого танка, получившего обозначение Spähpanzer 1 C. Танк имел ряд преимуществ по сравнению с серийной боевой машиной Schützenpanzer Kurz: вместо лёгкой автопушки было установлено более мощное французское 90-мм орудие DEFA D.921, позднее заменённое на модернизированную пушку Mecar бельгийского производства. Обе пушки имели слабую отдачу, что позволило вмонтировать их в башню малого размера, при этом танк сохранял прежнюю мобильность — был установлен новый двигатель, позволявший развивать высокую скорость. SP I C имел очень малые габариты и был практически незаметен для противника, что делало его высокоэффективным для подразделений разведки.

## Описание конструкции

### Вооружение
Основным вооружением танка с башней PT.I, сваренной во Франции, стала 90-мм пушка низкого давления D.921 французского производства, имевшая, помимо слабой отдачи, высокую скорость боеприпаса для своих габаритов — основной кумулятивный оперённый снаряд развивал 800 м/с, что позволяло эффективно бороться с целями на дистанции в 1 200 метров. Бронепробитие боеприпаса составляло 350 мм. На момент создания бронемашины такая величина позволяла бороться с любыми тяжелобронированными танками противника, за исключением Т-64 с комбинированным лобовым бронированием. Боекомплект пушки состоял из 50 снарядов, расположенных в кормовой части башни и корпуса. 
В номенклатуру боеприпасов входили оперëнные кумулятивные и осколочно-фугасные, а также дымовые и шрапнельные снаряды.
В Германии танк был переоборудован новой башней PT.II. Вероятно, из-за проблем с поставками прежнего орудия из Франции немцам пришлось запросить устаревшую пушку Mecar бельгийского производства, ранее устанавливающуюся на САУ CATI 90 и бронеавтомобили FN-4RM. Она имела более низкую дульную скорость и меньшую массу используемых снарядов. Из-за этого эффективная дальность стрельбы снизилась до 1 000 метров, но бронепробиваемость, согласно данным документации, не уступала их французским аналогам.
SP I C был оснащён спаренным пулемётом калибра 7,5 мм AAT-52 с ёмкостью боезапаса в 2 400 патронов. Оборонительным вооружением танка являлись 4 дымовых гранатомёта.

### Защищённость
Броневой корпус состоял из катаных листов высококачественного стального сплава толщиной 10—15 мм, что позволяло защитить машину от огня пулемётов калибра 12,7 мм на дистанции в полкилометра. Механик-водитель располагался посередине корпуса слева от двигателя; заряжающий и командир танка располагались в башне по обе стороны от орудия.
В кормовой части корпуса под боеукладкой находился топливный бак.